# Karl Schmidt-Rottluff
Karl Schmidt-Rottluff, ursprungligen enbart Karl Schmidt, född 1 december 1884 i Rottluff (idag en del av Chemnitz), död 10 augusti 1976 i Västberlin, var en tysk bildkonstnär tidigt förknippad med expressionismen.

## Biografi

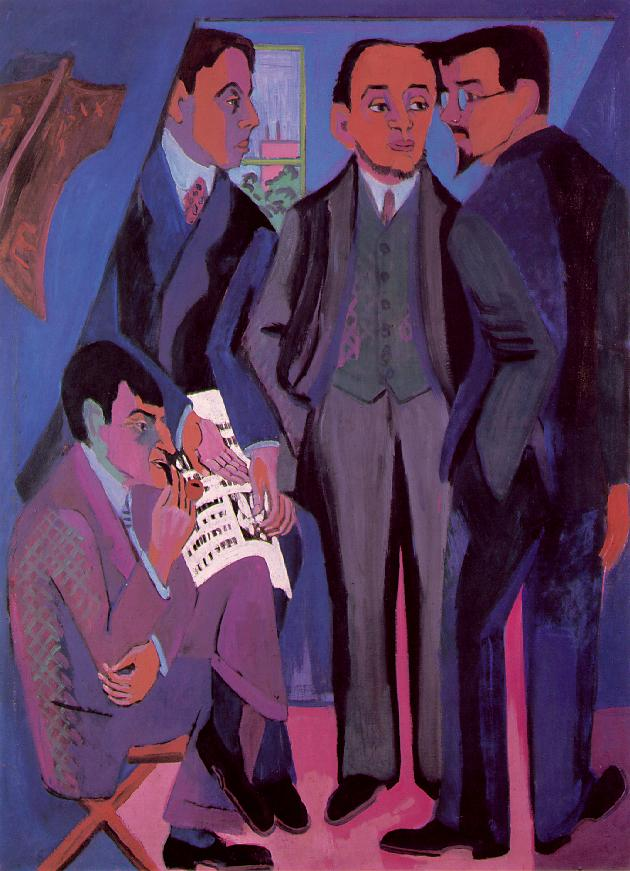
Ernst Ludwig Kirchner: Eine Künstlergemeinschaft (1926-1927). Schmidt-Rottluff till höger.

Karl Schmidt bildade tillsammans med Erich Heckel, Ernst Ludwig Kirchner och Fritz Bleyl år 1905 konstnärsgruppen Brücke i Dresden. Det var då han lade till namnet Rottluff, efter födelseorten. Även Emil Nolde och Max Pechstein anslöt sig senare till Brücke, liksom Otto Mueller. År 1911 flyttade gruppen till Berlin, så även Schmidt-Rottluff. I Berlin var Brücke sedan 1910 ansluten till Neue Secession, en expressionistiskt inriktad organisation med gemensamma utställningar. Tidigare hade gruppen varit medlemmar i Berliner Secession, som dock inte kunnat acceptera den nya expressionistiska stilen. Men det kom till en splittring även i Neue Secession och hela Brücke-gruppen lämnade organisationen i slutet av 1911.
Med tiden utvecklades Brücke-medlemmarna allt mer åt olika håll, och gruppen upplöstes slutligen 1913.
År 1913 var Schmidt-Rottluff åter med och ställde ut hos Neue Secession. Senare anslöt han sig till Freie Secession, som hade sin första utställning 1914, efter en ny splittring av Berliner Secession.
Karl Schmidt-Rottluffs stil var möjligtvis den mest brutala av de tyska expressionisterna, med en aggressivt markerad teckning och rå färgskala, till exempel i Zwei Frauen (1912). I Berlin (från 1910) tog han starka intryck av afrikansk skulptur och gjorde flera arbeten i trä, till exempel Kopf (1917) och träsnitt, till exempel Gang nach Emmaus (1918).

### Statlig repression åren 1935-1941
Allt som fanns av Karl Schmidt-Rottluff på tyska museer beslagtogs av propagandaministeriet i Nazityskland 1937, klassat som entartete Kunst. Det var 777 verk sammanlagt, 76 akvareller, 632 grafiska blad, 40 målningar, 2 mosaiker, 3 skulpturer, 2 textilkonstmattor och 22 teckningar. Ett urval visades på tidiga versioner av smädeutställningar som till exempel den två år långa utställningen Schreckenskammer [Skräckkammare] i Halle åren 1935–1937, de följde därefter med på vandringsutställningen Entartete Kunst (1937–1941). Allt lagrades, värderades och såldes eller byttes mot annat till utlandet, där de hamnade i privat ägo eller på museer.  En del verk står även noterade som zerstört [förstörda].

## Utmärkelser
- 1930: Villa Massimo
- 1970: Hedersmedborgare i Berlin
- 1974: Lovis Corinth-priset (dess första pristagare)